# 石山徳子
石山徳子（いしやま のりこ、1971年- ）は、日本の政治地理学者。専門は人文・政治地理学、地域研究（アメリカ）。明治大学教授。

## 人物・来歴
東京都生まれ。日本女子大学文学部英文科卒、1997年同大学院英文学修士課程修了、2002年ラトガース大学政治経済学地理学博士課程修了、Ph.D.（地理学）取得。明治大学政治経済学部准教授をへて、教授。2004年『米国先住民族と核廃棄物』でアメリカ学会・清水博賞受賞、2021年『「犠牲区域」のアメリカ 核開発と先住民族』で第9回河合隼雄学芸賞受賞。

## 著書
- 『米国先住民族と核廃棄物 環境正義をめぐる闘争』明石書店, 2004.2
- 『「犠牲区域」のアメリカ 核開発と先住民族』岩波書店, 2020.9

## 論文
- ＜石山徳子